# Radu Flora
Radu Flora (n. 5 septembrie 1922, Satu Nou - d. 4 septembrie 1989, Rovinj, Croația) a fost un important filolog și scriitor român din Serbia.

## Biografie
Școala primară a terminat-o în localitatea natală Satu Nou (1929-1934), pentru ca, apoi, să-și continue studiile la Liceul din Panciova (1934-1937) și la Liceul din Vârșeț (1937-1942). A studiat limbile romanice la București și Belgrad. În anul 1948 și-a luat licența la Facultatea de Filologie din Belgrad (Limba și literatura franceză și Gramatica comparată a limbilor romanice). 
Teza de doctorat Graiurile românești din punctul de vedere al geografiei lingvistice (Banatski rumunski dijalekti u svetlu lingvističke geografije) a apărat-o în anul 1959, la Zagreb. Mentorul profesorului Flora la elaborarea acestui studiu deosebit de important și care are 530 de pagini, a fost prof. dr Mirko Deanović de la Facultatea de filozofie a Universității din Zagreb. Akademician Mirko Deanović a inițiat publicarea impozantei lucrări Lingvistički atlas Sredozemlja (Atlasul lingvistic al țărilor mediteranene). 
În perioada anilor 1948-1952, a fost profesor la Liceul Român din Vârșeț și la Școala Normală din Vârșeț. În perioada 1952-1955, a fost profesor la Școala Superioară de Pedagogie din Novi Sad (Secția pentru limba și literature română) iar, în perioada 1955-1963, a fost professor la Școala Superioară de Pedagogie din Zrenianin, unde a predat obiectul Limba și literatura română.
Din anul 1963 și până în anul 1987, când a intrat la pensie, a fost profesor titular la Facultatea de Filologie a Universității din Belgrad, șef al Catedrei de limba și literatura română a Facultății de Filologie din Belgrad, respectiv din anul 1981, când a fost deschisă Catedra de limbă și literatură română a Facultății de Filozofie din Novi Sad, a fost profesor suplinitor la catedra amintită a universității din capitala Provinciei Autonome Voivodina. 
A fost unul dintre inițiatorii formării Catedrei de limbă și literatură română la Universitatea din Novi Sad. Mai concret, în anul 1980, împreună cu dr. Mihailo Palov și prof. Lia Magdu, prof. dr. Radu Flora elaborează Proiectul privind catedra, precum și Planul și Programa analitică pentru Catedra amintită.

## Cariera științifică și literară
Radu Flora este una dintre cele zece personalități de pe teritoriul fostului stat Iugoslavia și despre care se vorbește și în renumita "Encyclopaedia Britannica" pe lângă Ivo Andrić, laureat cu Premiul Nobel pentru literatură și cunoscutul muzician de origine aromână Stevan Mokranjac, respectiv renumiții savanți de renume mondial Nikola Tesla, Mihajlo Pupin, Pavle Savić, Rudjer Bošković etc. În această familie de personalități s-a aflat și renumitul savant roman Radu Flora, erudit cu preocupări multiple și deosebit de variate, o personalitate pregnantă care a radiat prin forța sa creatoare inepuizabilă, ceea ce denotă și bogata lui operă și angajarea sa multilaterală în interesul obștei și etniei sale, pentru dezvoltarea vieții științifice și culturale a românilor din Serbia.  
A rămas memorabilă și activitatea acestui renumit om de știință și în calitate de fundator și an în șir președinte al renumitei asociații de specialitate Societatea de Limba Română din Voivodina.
Radu Flora a făcut foarte mult pentru etnia română din Serbia atât în domeniul învățământului, literaturii și culturii, în general, cât și în mod special în domeniul păstrării limbii române și a cultivării limbii literare, respectiv în domeniul cercetărilor științifice (lingvistică, dialectologie, folcloristică).

Renumitul savant român a fost un distins profesor universitar, om de știință și cultură, scriitor, dramaturg, istoric și critic literar, folclorist, autor de antologii, de manuale școlare, de cursuri pentru uzul studenților, cercetător al relațiilor sârbo-române, traducător, dar, înainte de toate, lingvist și dialectolog de marcă, respectiv lexilocog și lexicograf.
Dialectologia a fost disciplina științifică de bază căreia prof. dr. Radu Flora i-a acordat cea mai mare atenție. Drept mărturie stă cartea Dijalektološki profil rumunskih banatskih govora sa vršačkog područja (cu 34 de hărți lingvistice și 32 texte dialectologice), Novi Sad, Matica srpska, 1962, 169 pag.), cât și teza sa de doctorat publicată sub titlul Rumunski banatski govori u svetlu lingvističke geografije (Beograd, Filološki fakultet Beogradskog Univerziteta, Monografije XXIV, 1969, 528 str. + 44 hărți). 
Tot din acest domeniu fac parte și Atlasul lingvistic al graiurilor românești din Banatul iugoslav (Lingvistički atlas rumunskih dijalekata iz jugoslovenskog Banata) și Micul atlas lingvistic al graiurilor istro-române, două lucrări capitale care, din păcate, încă nu au văzut lumina tiparului în Serbia.
Grație angajamentului de mai mulți ani al actualei conduceri a Societății de Limba Română din Voivodina în frunte cu președintele Lucian Marina, în anul 2003, Institutul de Lingvistică „Iorgu Iordan - Al. Rosseti” al Academiei Române a publicat cartea despre cercetările profesorului Radu Flora făcute la istro-români și a facilitat oamenilor de știință să se informeze mai bine despre concluziile acestui renumit om de știință, lingvist și dialectolog prezentate în Micul atlas lingvistic al graiurilor istro-române. 
A fost membru permanent al renumitei instituții științifice Matica Srpska din Novi Sad iar, din anul 1953, a fost și collborator al Centrului Internațional pentru Dialectologie din Louvain (Belgia). A participat la mai mult de douăzeci de congrese internaționale din domeniul lingvisticii, dialectologiei și folclorului, respective la reuniuni consecrate lingvisticii romanice, filologiei, etnologiei și istoriei.
A alcătuit două dicționare și anume: Dicționarul sârb-român (XIV+645 p.), 1952, Editura "Frăție și unitate”, Vârșeț și Dicționarul român-sârb” (XXVIII +356 p.), 1969, Panciova – București, dicționar tipărit în coeditare la Editura ["Libertatea”] din Panciova și Editura Științifică din București. 
Din domeniul literaturii, amintim două cărți importante ale marelui savant și om de cultură: Istoria literaturii române.  De la origini până la Unirea Principatelor, vol. I, Vârșeț, Editura ",Libertatea", 1962, 278 p. și Istoria literaturii române, vol. II, Vârșeț, Editura "Libertatea", 1963, 371 p. Ani în șir, ambele cărți au fost folosite de elevii școlilor medii în limba română ca manuale pentru obiectul Limba și literatura română.
Pentru necesitățile învățământului în limba română în Serbia, a alcătuit și două antologii: Din proza clasicilor români, Nuvela, Editura "Frăție și unitate”, Vârșeț, 1952, 462 p. și Din lirica clasicilor români. De la Văcărești și până la poezia burgheză dintre cele două războaie, Editura "Frăție și unitate”, Vârșeț, 1953, 496 p.
În mod deosebit trebuie amintită și cartea lui Radu Flora Literatura română din Voivodina. Panorama unui sfert de veac 1946-1970, Casa de Editură "Libertatea", Panciova, 1971, 175 pag.
În calitate de fondator al Societății de Limba Română din Voivodina (la 4 martie 1962) și de inițiator al formării Crujocului pentru folclor al S.L.R., prof. dr. Radu Flora a scris și lucrarea de referință Folclor literar bănățean. Premise și sinteze, Editura "Libertatea", Panciova, 1975, 364 p. Totodată,  în calitate de redactor principal  a scris și prefața la cele două volume masive de folclor literar cules de membrii Comisiei de folclor a S.L.R. Foaie verde, spic de grâu, Zrenianin, 1979 și Foaie verde, lămâiță, Zrenianin, 1982.
Ca bun cunoscător al relațiilor care au influențat la conviețuirea celor două popoare român și sârb, a scris două cărți de referință Din relațiile sârbo-române. Privire de ansamblu, Editura "Libertatea", Panciova, 1964, 235 pag. și Relațiile sârbo-române, Noi contribuții, Editura "Libertatea", Panciova, 1968, 408 pag.

## Opera
- Atlasul lingvistic al graiurilor românești din Banatul iugoslav
- Micul atlas lingvistic al graiurilor istro-române, Institutul de Lingvistică „Iorgu Iordan - Al. Rosseti” al Academiei Române, București, 2003,
- Dijalektološki profil rumunskih banatskih govora sa vršačkog područja (cu 34 de hărți lingvistice și 32 texte dialectologice), Novi Sad, Matica srpska, 1962, 169 p.),
- Graiurile românești din punctul de vedere al geografiei lingvistice - "Rumunski banatski govori u svetlu lingvističke geografije", teza de doctorat (Beograd, Filološki fakultet Beogradskog Univerziteta, Monografije XXIV, 1969, 528 str. + 44 hărți),
- Dicționar sârb-român (XIV+645 p.), Editura „Frăție și unitate”, Vârșeț, 1952,
- Dicționar român-sârb (XXVIII +356 p.),  coeditare Editura "Libertatea” din Panciova și Editura Științifică din București, Panciova – București, 1969
- Istoria literaturii române.  De la origini până la Unirea Principatelor, vol. I, Vârșeț, Editura "Libertatea", 1962, 278 p.
- Istoria literaturii române, vol. II, Vârșeț, Editura "Libertatea", 1963, 371 p.
- Din proza clasicilor români. Nuvela, Antologie, Editura "Frăție și unitate”, Vârșeț, 1952, 462 pag.
- Din lirica clasicilor români. De la Văcărești și până la poezia burgheză dintre cele două războaie, Antologie, Editura „Frăție și unitate”, Vârșeț, 1953, 496 p.
- Literatura română din Voivodina. Panorama unui sfert de veac 1946-1970, Casa de Editură "Libertatea", Panciova, 1971, 175 p.
- Folclor literar bănățean. Premise și sinteze, Editura "Libertatea", Panciova, 1975, 364 p.
- Foaie verde, spic de grâu, folclor literar, Zrenianin, 1979
- Foaie verde, lămâiță, folclor literar, Zrenianin, 1982.
- Din relațiile sârbo-române. Privire de ansamblu, Editura "Libertatea", Panciova, 1964, 235 p.
- Relațiile sârbo-române. Noi contribuții, Editura "Libertatea", Panciova, 1968, 408 p.
- Copilăria din amintiri, roman, Editura "Libertatea", Panciova, 1985,
- Vârtejul, roman, Editura "Libertatea", Panciova,
- Capcana, roman, Editura "Libertatea", Panciova,
- Zidul, roman, Editura "Libertatea", Panciova,
- Vizuina, roman, Editura S.L.R., Novi Sad, 2002.

1. 1 2  Radu Flora, Autoritatea BnF
2. ↑  Radu Flora, Opća i nacionalna enciklopedija